# 圣罗曼苏古尔东
圣罗曼苏古尔东（法語：Saint-Romain-sous-Gourdon，法語發音：[sɛ̃ ʁɔmɛ̃ su ɡuʁdɔ̃]，意为“古尔东下方的圣罗曼”）是法国索恩-卢瓦尔省的一个市镇，属于沙罗勒区。

## 地理
圣罗曼苏古尔东（46°37'19"N, 4°24'14"E）面积18.78 平方千米，位于法国勃艮第-弗朗什-孔泰大區索恩-卢瓦尔省，该省份为法国中部省份，北起顺时针与科多尔省、汝拉省、安省、罗讷省、卢瓦尔省、阿列省和涅夫勒省接壤。
与圣罗曼苏古尔东接壤的市镇（或旧市镇、城区）包括：圣瓦利耶、古尔东、勒鲁塞-马里济、普尤。
圣罗曼苏古尔东的时区为UTC+01:00、UTC+02:00（夏令时）。

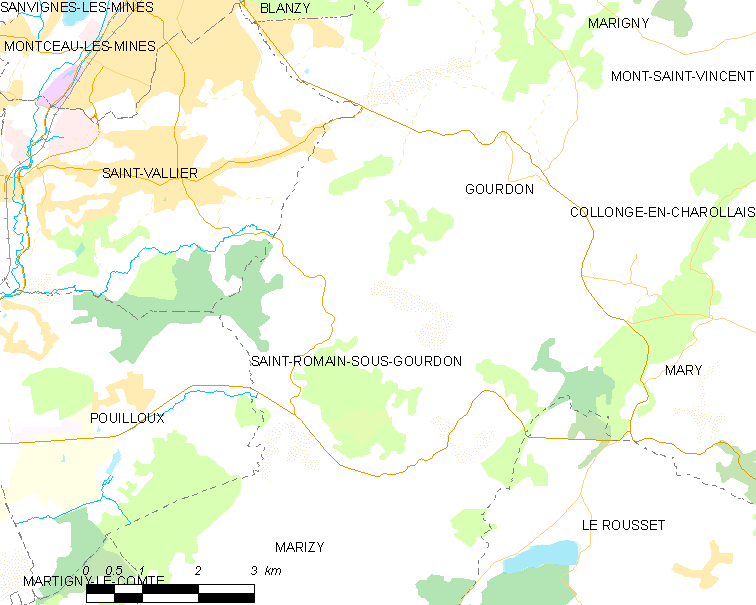
圣罗曼苏古尔东的OSM定位图

## 行政
圣罗曼苏古尔东的邮政编码为71230，INSEE市镇编码为71477。

## 政治
圣罗曼苏古尔东所属的省级选区为沙罗勒县。

## 人口

1962-2008年间圣罗曼苏古尔东人口变化图示

圣罗曼苏古尔东于2022年1月1日时的人口数量为480人。